# Coelotanypus ruficollis
Coelotanypus ruficollis är en tvåvingeart som beskrevs av Edwards 1931. Coelotanypus ruficollis ingår i släktet Coelotanypus och familjen fjädermyggor. Inga underarter finns listade i Catalogue of Life.